# Jaqueline Roriz
Jaqueline Maria Roriz (Luziânia, 18 de agosto de 1962) é uma empresária e política brasileira filiada ao Partido Liberal (PL).
Empresária do ramo agropecuário, Jaqueline é formada pelo Centro de Ensino Unificado de Brasília (UniCEUB). É filha do político brasiliense Joaquim Roriz e Weslian Roriz, e irmã da deputada distrital Liliane Roriz. Tem dois filhos (um deles é o deputado distrital Joaquim Roriz Neto)e tem como companheiro o empresário Manoel Neto.
Disputou sua primeira eleição em 2006 pelo PSDB, elegendo-se deputada distrital do Distrito Federal. Filiou-se em 2009 ao PMN.
Nas eleições distritais no Distrito Federal em 2010, elegeu-se deputada federal com a terceira maior votação.

## Operação Caixa de Pandora

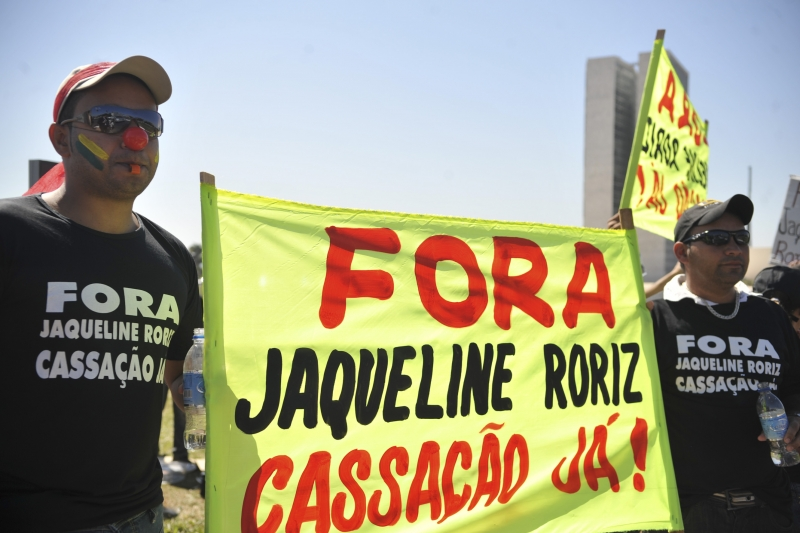
Manifestantes se reúnem em frente ao Congresso Nacional para pedir a cassação do mandato da deputada Jaqueline Roriz pelo plenário da Câmara.

No dia 4 de março de 2011, o jornal Estado de São Paulo divulgou um vídeo que mostra a deputada Jaqueline Roriz ao lado do marido, Manuel Neto, recebendo maço de dinheiro (50 mil reais) das mãos de Durval Barbosa, delator do Mensalão do DEM e ex-secretário de Relações Institucionais do Distrito Federal do Governo de José Roberto Arruda.
Em 8 de junho de 2011, o Conselho de Ética aprovou um relatório sugerindo a cassação do mandato de Jaqueline Roriz por quebra do decoro parlamentar. Em votação secreta, no dia 30 de agosto de 2011, parlamentares rejeitaram relatório que pedia cassação, aceitando o argumento de que na época da gravação, em 2006, ela ainda não tinha mandato como deputada federal.